# 米德爾瓦利 (新澤西州)
米德爾瓦利（英語：Middle Valley）是位於美國新澤西州摩里斯縣的非建制地區。

## 歷史
米德爾瓦利的郵局於1862年設立，其後於1967年停運。

## 地理
米德爾瓦利所處的海拔為高於海平面157米（即515英呎），而該地所採用的時區為UTC-5，即北美东部时区（EST）。同時該地設有夏令時間，為UTC-5調快一小時，即UTC-4（EDT）。